# Baby Blue (canción de Badfinger)
«Baby Blue» es una canción de la banda Badfinger incluida en su álbum Straight Up (1971). La canción fue escrita por Pete Ham, producida por Todd Rundgren y lanzada por  Apple Records. Recuperó la fama cuatro décadas más tarde tras aparecer en el episodio final de la serie de televisión Breaking Bad, que utilizó la letra del título de la canción como referencia a la especial y emblemática metanfetamina azul producida por el personaje principal Walter White.

## Composición
Ham escribió la canción sobre una mujer llamada Dixie Armstrong, con quien había salido durante la última gira estadounidense de Badfinger.

## Lanzamiento
«Baby Blue» fue lanzado como sencillo en Estados Unidos el 6 de marzo de 1972, en una funda de imagen tintada en azul y con una nueva mezcla. Debido a que Al Steckler, el jefe de Apple US, sintió que necesitaba un gancho más fuerte en la apertura, remezcló la pista con el ingeniero Eddie Kramer en febrero de 1972, aplicando reverberación pesada al enganche durante el primer verso y el medio ocho. Fue el último sencillo top 20 de la banda, llegando al número 14 en la lista Billboard Pop Singles. También alcanzó el # 18 en Sudáfrica.
Sin embargo, el caos que estaba envolviendo la operación de Apple Reino Unido en ese momento era muy evidente con respecto a esta canción. Si bien Apple le dio a la canción una imagen manga y un remix para asegurarse de que fuera un éxito, Apple Reino Unido no se dio cuenta de su potencial comercial. Aunque al sencillo se le asignó un número de versión para el Reino Unido (Apple 42), «Baby Blue» nunca se lanzó como un sencillo en el Reino Unido.

## Resurgimiento
La canción experimentó un resurgimiento de popularidad en 2013 cuando apareció en la serie estadounidense de televisión Breaking Bad, en el cierre que supuso la última escena de la serie. Las transmisiones en línea aumentaron en popularidad inmediatamente después de la transmisión. Según Nielsen Soundscan, se compraron 5300 descargas la noche de la transmisión y la canción apareció en la lista de Billboard Digital Songs en el puesto 32 la semana que finalizó el 19 de octubre de 2013. Joey Molland, el último miembro superviviente de la formación clásica de Badfinger, mostró en Twitter su emoción por el uso de la canción en el final y posteriormente comenzó a retuitear artículos de noticias sobre el uso de la canción en el final. Se convirtió en una canción de mayor venta en iTunes después de la transmisión .Como resultado, la canción se grabó en el Reino Unido por primera vez, alcanzando el puesto 73. También obtuvo el puesto 35 en Irlanda.

## Personal
- Pete Ham – voz principal, guitarra rítmica
- Tom Evans – coros, bajo
- Joey Molland – guitarra solista
- Mike Gibbins – batería, percusión

## Versiones
- Aimee Mann versionó la canción como el lado B de su sencillo de 1993 «I Should've Known».[9]

- La cantante y compositora Barbara Manning versionó la canción con su banda, S.F. Seals, en el álbum de 1994 Nowhere.[10]

- Phil Keaggy versionó la canción en su álbum Blue en 1994.